# Struthiosaurus
Struthiosaurus este un gen de nodozauride (dinozauri cu armură) cunoscut în Europa.
Struthiosaurus (din latinescul „struthio” = „struț” + grecescul „sauros” = „șopârlă”)  este un mic dinozaur din superfamilia Ankylosauria, ordinul Ornithischia. A trăit în perioada Cretacic târziu în zone din Austria, România și Franța în Europa. Deși sunt mai multe estimări în ceea ce privește dimensiunile sale, este posibil să fi avut cca. 2,2 metri lungime.